# Крымские татары в Румынии
Крымские татары (рум. Tătarii crimeeni din România, крымскотат. Romaniya Qırımtatarları) — одно из национальных меньшинств в Румынии. Тюркские племена на территории современной Румынии появились со времени вторжения гуннов и булгар. В X веке сюда пришли половцы. Различные татарские народности поселились здесь после нашествия Золотой Орды в Добруджу. В XIV—XV веках Османская империя позволила ногайцам с Буджака колонизировать Добруджу. Между 1593 и 1595 годами татары с Буджака также поселились в Добрудже. Однако основу современных татар Румынии составили крымские татары, переселившиеся после присоединения Крыма к Российской империи. Оседлые крымские татары годами имели отличия в быту от потомков кочевых ногайцев.

## Ранняя история
После присоединения Крыма к Российской империи в 1783 году крымские татары начали эмигрировать в османскую прибрежную провинцию Добруджу (ныне разделённую между Румынией и Болгарией). Татары преимущественно поселились в районах, прилегающих к Меджидие, Бабадагу, Констанце, Тульче, Силистре, Варне, а также основали отдельные поселения, получившие названия, связанные с их Родиной, в частности Ширин, Яйла, Акмечит, Ялта, Кефе, Бейбуджак.
С 1783 до 1853 годов десятки тысяч крымских татар и ногайцев эмигрировали в Русенскую область, которая впоследствии стала известной как «Маленькая Татария». После российского завоевания Буджака, в 1812 году ногайцы из этого района также эмигрировали в Добруджу. Татары, осевшие в Добрудже к массовому отъезду 1860 года, были известны как кабаилы (крымскотат. Kabail). Из них был сформирован кабаильський татарский отряд армии Низам-и Джедид (Новый Порядок) султана Селима III. Они сыграли ключевую роль в борьбе Махмуда II с Мехметом Али-паша, принимали участие в подавлении восстаний в Боснии и Герцеговине, Курдистане, и арабских провинциях. Воевали на стороне Османской империи во время Крымской войны.
Крымские татары вместе с албанцами служили митниками, которые были в почёте у османов и затем получали специальные налоговые льготы. Турки дополнительно предоставили определённую автономию для татар, которые управлялись собственным каймакамом, ханом мирзой. Династия Гиреев (1427—1878), которая разрослась в Добрудже, пользовалась общим почётом. Добруджанский татарин, Кара Хусейн, был ответственным за ликвидацию янычарского корпуса по приказу султана Махмуда II.
В 1877—1878 годах 80-100 тысяч крымских татар эмигрировали из Добруджи в Анатолию. Переселение продолжалось, хотя и в меньшем количестве, до Первой мировой войны. Причин эмиграции было несколько. В 1883 году румынское правительство ввело обязательную военную службу для всех румынских граждан, включая татар, которые были обеспокоены тем, что служба в христианской армии не соответствует их мусульманским интересам. Другие причины включают в себя голод в Добрудже в 1899 году, ряд законов 1880—1885 годов о конфискации татарской и турецкой земли и Балканские войны (1912—1913), что опустошили регион.

## События после Второй мировой войны
В 1940 году Южная Добруджа была присоединена к Болгарии и количество татар в Румынии уменьшилось. В 1977 году в стране насчитывалось 23 тысячи татар. В 90-е года XX века их число возросло примерно до 40 тысяч. В начале XXI века руководство Демократического союза мусульман-татар и турок утверждало, что в Румынии проживает около 50 тысяч татар, считая данные переписи населения неверными. К тому же, все больше татар идентифицируют себя турками. Те же процессы происходят и в Болгарии.
В 1947—1957 годах в Румынии начали работать татарские школы. В 1955 году для татарской общины был разработан специальный алфавит. В 1990 году был создан Демократический союз мусульман-татар и турок. Румыния уважает права татарского меньшинства и не применяет политику румынизации.